# Regulador de papallona

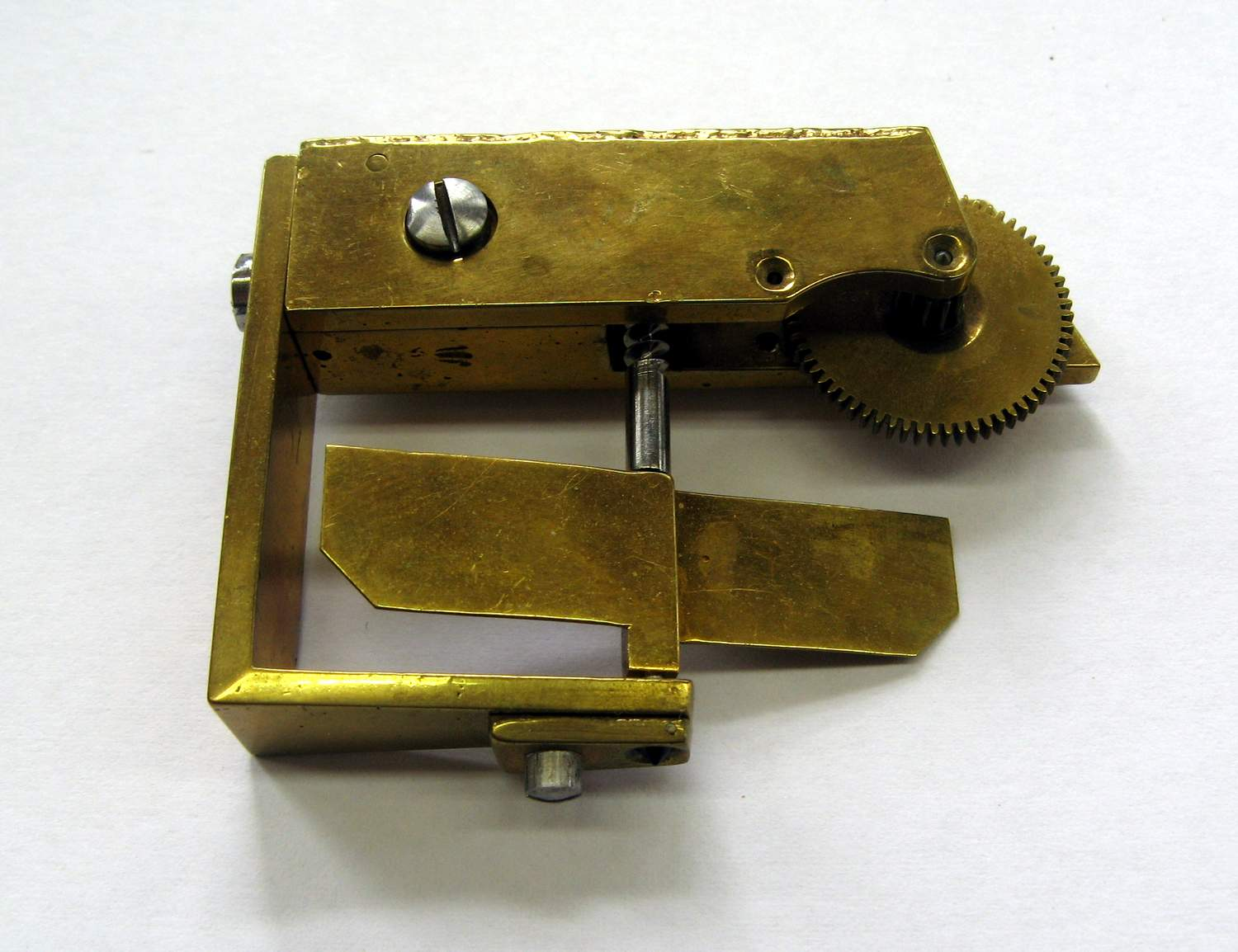
Papallona simple amb vis sens fi (caixa de música)

Un regulador de papallona o regulador aerodinàmic, és un element mecànic que utilitza la resistència de l'aire per poder controlar la velocitat d'un mecanisme. Aquest mecanisme s'utilitza, entre d'altres, en els rellotges de ratera.

## Funcionament

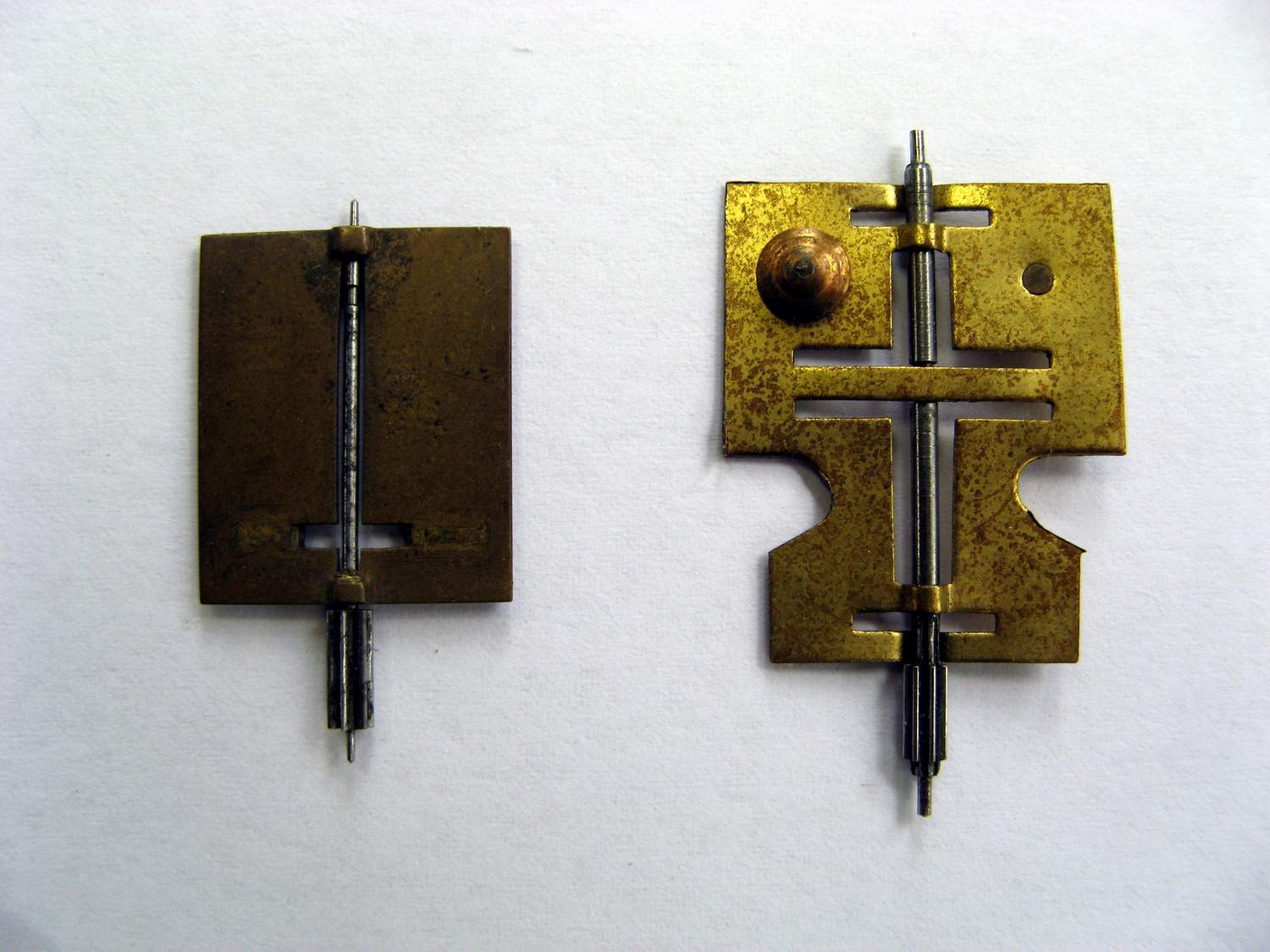
Papallona senzilla muntada amb una molla a l'eix (rellotge de taula)

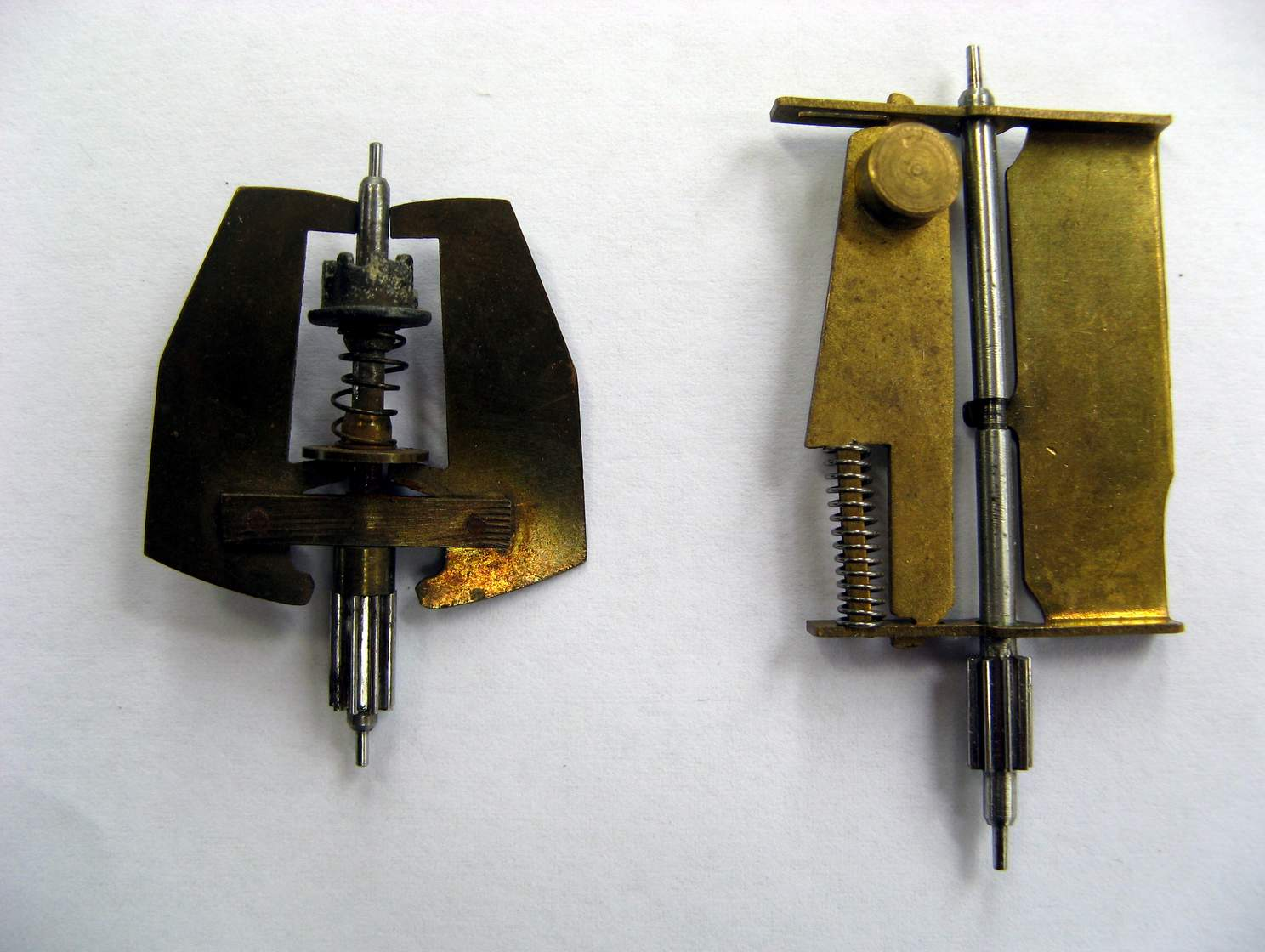
Papallona depenent de la velocitat amb molla de retorn (rellotge de taula)

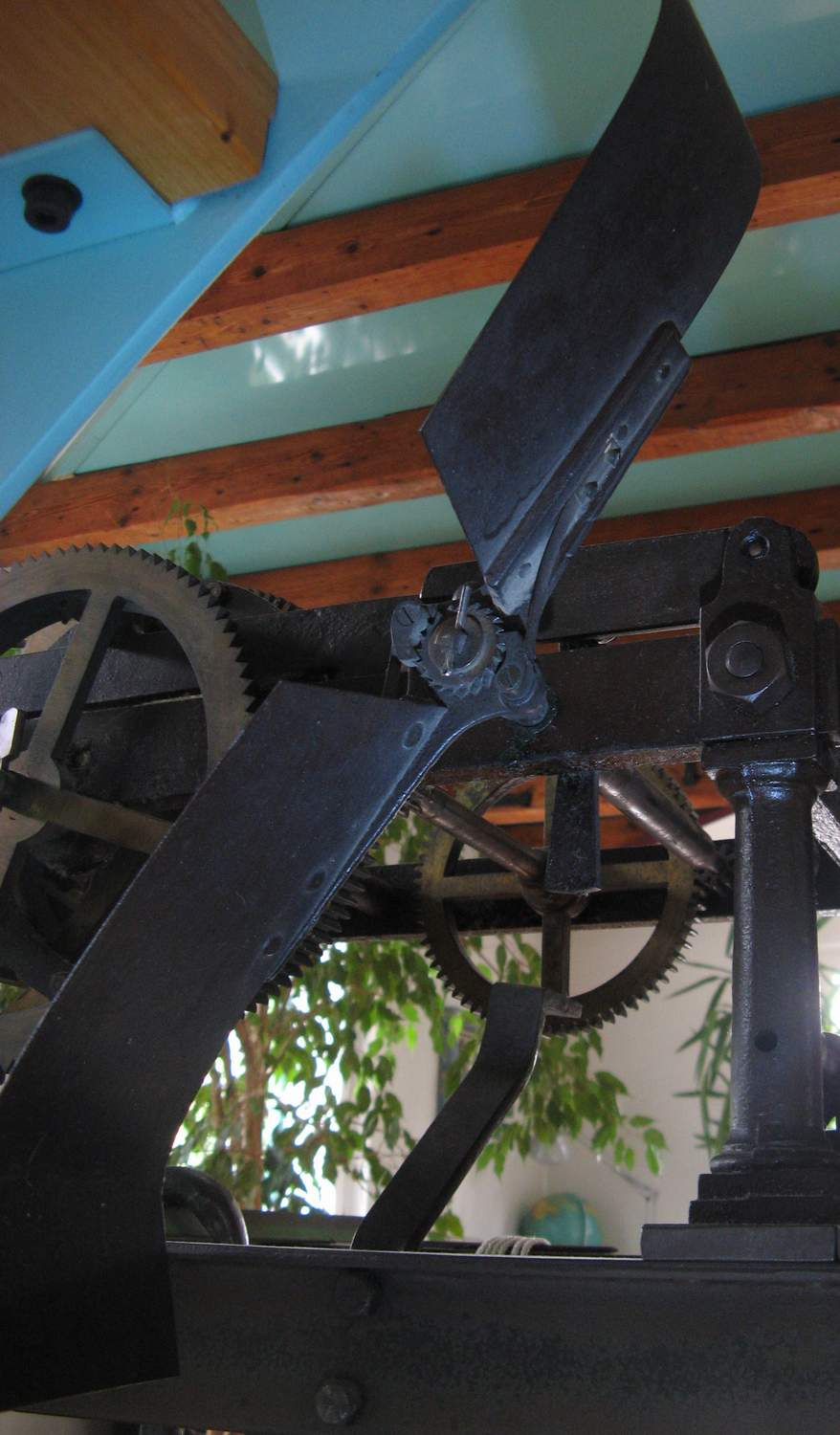
Papallona simple amb trinquet (rellotge de torre)

Segons les lleis de la mecànica dels fluids, la resistència al flux d'una placa perpendicular a la direcció del flux augmenta amb el quadrat de la velocitat de dit fluid respecte la placa. Els controladors de papallona es basen en aquesta llei física. La seva resistència depèn de la velocitat i augmenta amb l'increment de la velocitat. Els controladors de papallona tenen un disseny molt senzill i de baix soroll. Han d'assolir la velocitat nominal ràpidament i, per tant, han de tenir un moment d'inèrcia baix. Tenen unes ales fetes de xapa que ha de ser el més prima possible.

## Tipus
Els controladors de papallona poden ser de dos tipus:

### Regulador bàsic (senzill)
Si la velocitat augmenta, la resistència al flux de les pales de vent augmenta i l'eix del regulador frena l'engranatge motriu. A causa de la baixada de la velocitat d'accionament, la resistència al flux cau i la velocitat s'anivella a un valor mitjà fluctuant.

### Regulador depenent de la velocitat
La resistència al flux depenent de la velocitat es pot augmentar utilitzant, en lloc de pales fixes, reguladors centrífugs amb unes pales la posició de les quals depèn de la velocitat de gir. Les pales es van estenen amb una força centrífuga creixent i frenen de manera més eficaç una unitat sotmesa a velocitats creixents, proporcionant un efecte de control més constant i ajustable. No obstant això, la velocitat també oscil·la al voltant d'un valor mitjà. La papallona amb ales mòbils respon millor a les condicions d'una ràpida acceleració que la papallona d'ales fixes. El temps d'arrencada es pot ajustar a diferents graus tensant o afluixant les molles de retorn.

## Aplicacions
Aquest tipus de regulador s'utilitza com a controlador per al funcionament d'aquelles unitats, on no es desitja un moviment absolutament uniforme, sinó de resposta ràpida a les variacions. Per tant, aquests mecanismes no es poden utilitzar per la mesura del temps.
- A les caixes de música, la velocitat de reproducció es regula mitjançant un controlador de papallona. Normalment, un cargol es colla directament a l'eix de la papallona. Aquesta disposició també és un exemple rar d'un vis sens fi amb una relació incremental.
- En rellotges s'empra com a controlador de flux en els mecanismes de soneria. En els primers rellotges de consola i de pedestal, la papallona estava sovint muntada fora de les bandes de suport; en el cas dels rellotges renaixentistes, s'integrava entre les bandes de rodament o les plaques del tren d'engranatges. lAquesta papallona estava connectada a l'eix amb molles o amb un trinquet, de manera que quan les rodes s'aturaven, el seu parell minvava i no era absorbit bruscament pels engranatges. En els primers rellotges petits, en lloc d'una papallona, s'adjuntava una massa inicial a l'últim eix, la qual cosa frenava el procés per raó del seu moment d'inèrcia.[2][3][4]